# La Crèche

La Crèche este o comună în departamentul Deux-Sèvres, Franța. În 2009 avea o populație de 5,448 de locuitori.